# Koszta József Múzeum
A Koszta József Múzeum Szentes város múzeuma, mely több kiállítóhellyel is rendelkezik: Péter Pál Polgárház, Fridrich Fényírda, Megyeháza (központ).

## Csongrád Vármegyei Történeti és Régészeti Társulat és Múzeum (1897–1949)

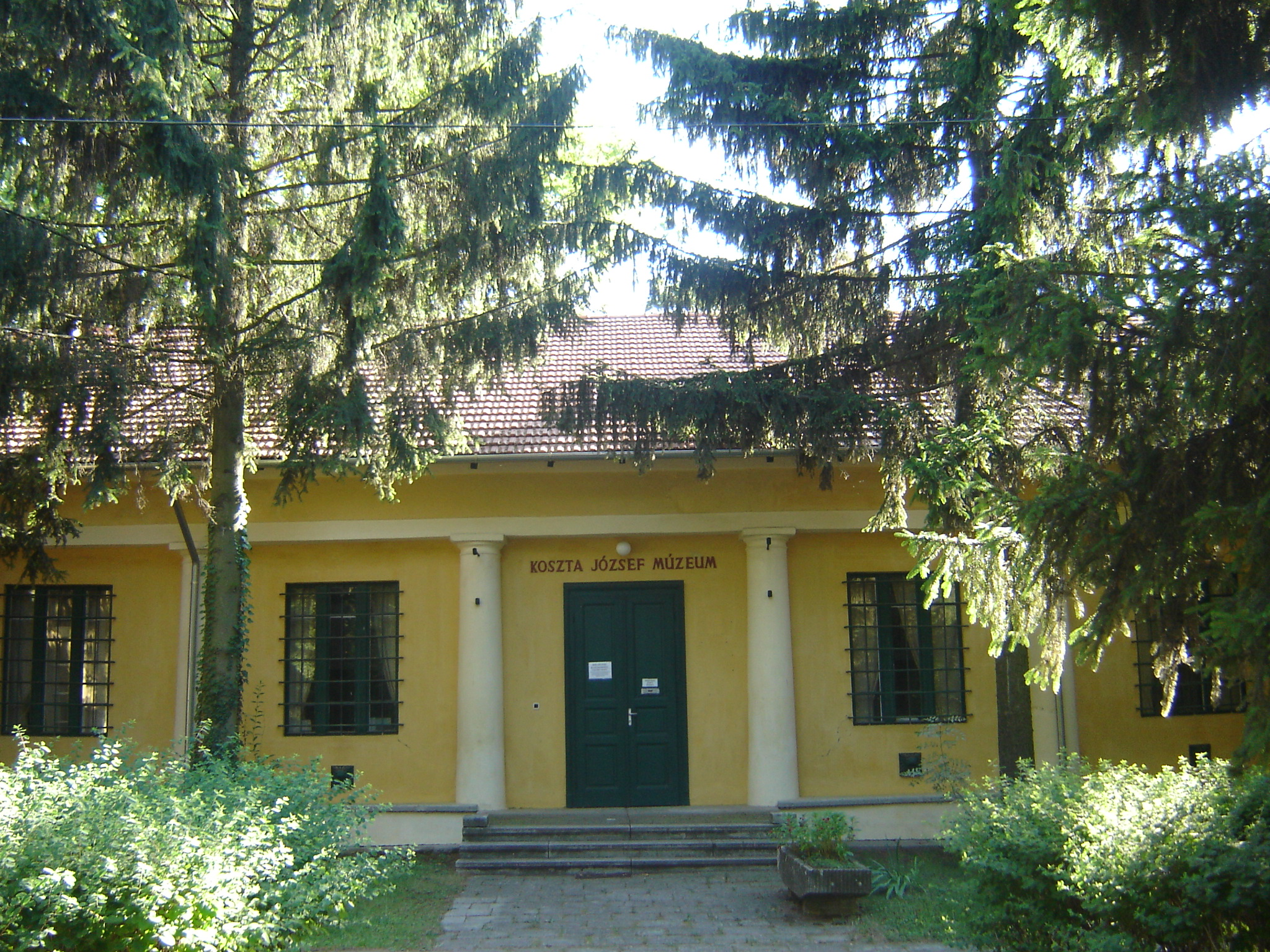
A Csallány Gábor Kiállítóhely bejárata

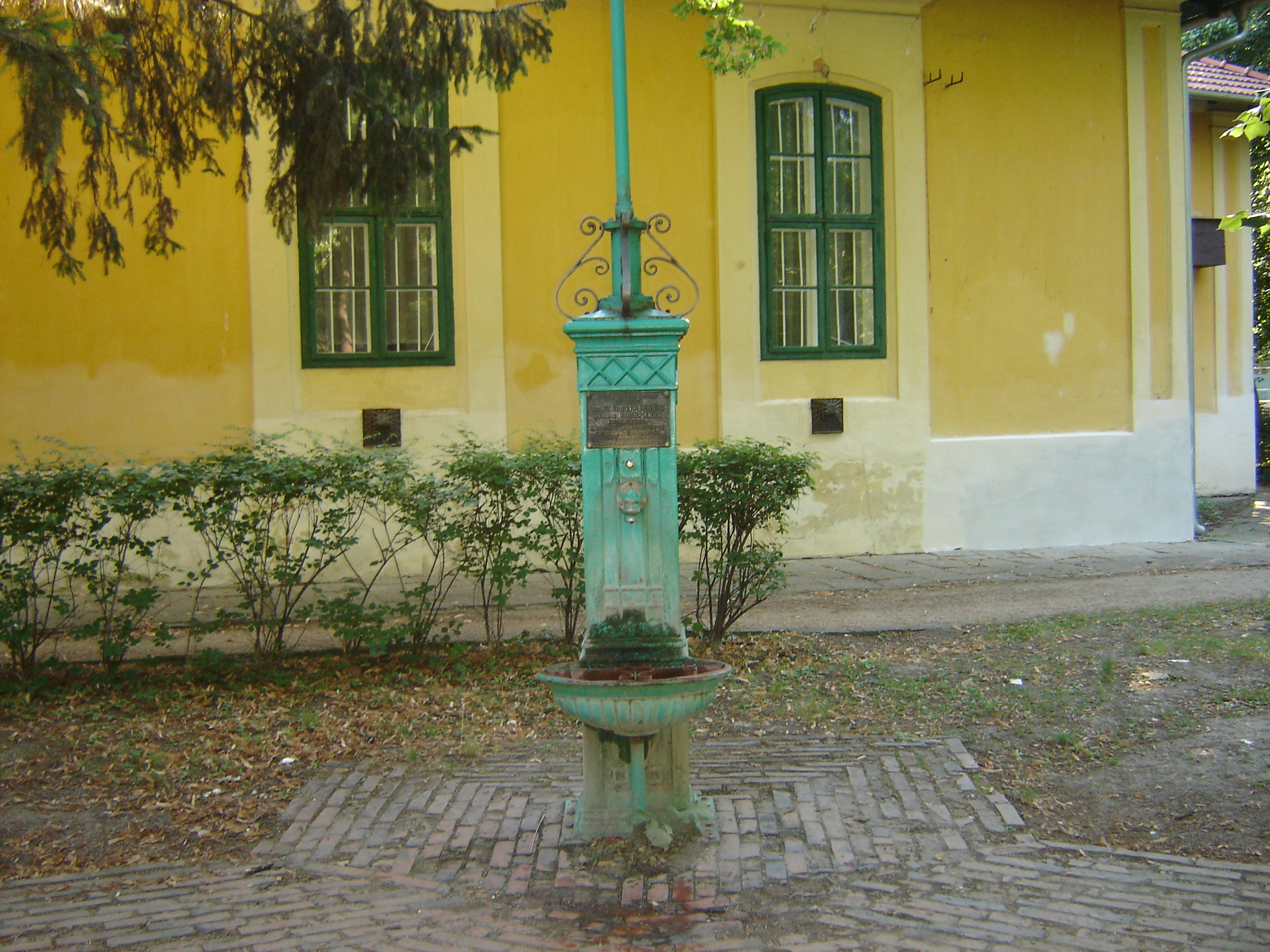
Zsoldos kút a múzeum keleti rizalitja előtt

A Koszta József Múzeum otthona 2006-tól a felújított szentesi volt megyeháza épülete a főtéren, a Kossuth téren, azonban megalakulása és működése a szentesi Széchenyi-Ligetben meghúzódó kis neoklasszikus jellegű földszintes épülethez kötődik. Az épület eredetileg nem múzeumnak épült, hanem az 1869-ben népkertté alakított gróf Széchenyi Istvánról elnevezett Széchenyi-ligetet volt hivatott népszerűsíteni. A város vezetése még 1869-ben vendéglő és fürdőház építését határozta el a Csongrádi út és a Kurca által határolt gyönyörű és nagy kiterjedésű különleges fákkal is beültetett parkban. Megbízták a munkálatokkal a legkedvezőbb ajánlatot tévő mestereket, Szrenkányi Lajos kőművesmestert, Busch Gusztáv és Molnár József ácsmestereket, s 1870 áprilisában már mindkét épület készen állt. A vendéglő egy U alakú épület, a korabeli leírás szerint teljesen téglából épült, tetejét zsindelytetővel fedték be. Az U alakú épület középső részén a két szárnyépület között, a főépület előtt mintegy 19 méteres négy ("dór") oszlopon nyugvó főfolyosó húzódott meg mintegy beleolvadva a Liget szellős, tágas térségébe, sajnos e tornácot 1928-ban beépítették, s az oszlopok azóta már csak áloszlop benyomást keltenek, pedig eredetileg valóságos tartó oszlopok voltak. A város vezetése a vendéglőt és a fürdőt is haszonbérbe adta, Szentes legnépszerűbb vendéglőse, a lengyel származású Rambovszky József mindkét épületet bérbe vette, s 1870. április 10-étől mind a vendéglőt, mind a gőz- és kádfürdőt üzemeltette. Az "Újvilághoz" címzett vendéglő csak 1873-ig működött, 1873-1888-ig a polgári fiúiskola használta, majd 1912-ig városháza volt, ez volt "a túl a Kurcai városháza". A város központjától távol esett.
1913-ban vette birtokába a Csongrád Vármegyei Történelmi és Régészeti Társulat, amely 1897. május 9-én alakult meg. Már megalakulásakor rendelkezett amatőr régészek gyűjteményeivel, köztük Balogh János polgármester, Szívós Béla tanár, Farkas Sándor gyógyszerész, Kosztka Károly és Komáromi Lajos mérnökök, de leginkább Csallány Gábor (1871–1945) rakta le a múzeumi gyűjtemény alapjait az általa feltárt szarmata, gepida, avar sírleletekben gazdag gyűjteményével. 1913-ban mintegy 30 000 múzeumi tárggyal költöztek be, a "nagy háborúig" a gyűjtemény a 70 000-et is meghaladta. Csallány Gábor lett a gyűjtemény első őre, majd az 1925-ben Csongrád Vármegyei Múzeum és Könyvtár néven múzeummá és könyvtárrá szerveződő intézmény első és "örökös" igazgatója. 1927-ben kiváló segítséget kapott Zalotay Elemér személyében, aki eleinte a könyvtári teendőket látta el. 1913-1938-ig zavartalanul működött a múzeum a fent leírt neoklasszikus épületben. 1938-ban azonban át kellett adniok a csendőriskolának, amely át is alakíttatta az épületet, új lakószárnyat is építettek hozzá Antal Endre és Cseuz Béla tervei alapján. 1942-re azonban felépült az új csendőrlaktanya a Kossuth utcán, s így a múzeum visszaköltözhetett eredeti helyére, a Széchenyi-ligetbe. A második világháború a szentesi múzeum gyűjteményét sem kímélte, hiszen Szenteshez is közeledett a front, s 1944 nyarán a múzeumi tárgyakat és a könyveket be kellett csomagolni ládákba, s nyugatra kellett küldeni. Csallány Gábor életének utolsó éveit szeretett gyűjteménye megmentésének szentelte. Azonban már nem tudhatta, hogy mi lett a gyűjtemény sorsa, mivel Budapesten megbetegedett, s 1945. január 31-én meghalt. A szentesi Kálvária temetőben nyugszik.
A szentesi múzeumi és könyvtári gyűjtemény Szekszárdig jutott el, a ládákba csomagolt anyag alig több mint fele lett csak meg, s került vissza a szentesi múzeumhoz, Zalotay Elemérre várt a feladat, számba venni a veszteségeket és a megmaradtakat.
1925 – 1950-ig a szentesi múzeum megyei múzeumként működött, amely Szentes és környéke, Hódmezővásárhely és környékén túl az egész Csongrád vármegye területéről gyűjtötte a régészeti leleteket, a néprajzi emlékeket és a képzőművészet jeles alkotásait. Külön nagy szerencséje volt a múzeumnak Koszta József (1861–1949) festővel, aki igen szívesen dolgozott egy Szentes közeli tanyán, s hagyatékát és festményeit a városra hagyta, amely a szentesi múzeum gyűjteményébe került. Koszta József festészetének esztétikai értéke Munkácsy Mihály művészetének értékeivel vetekszik, méltán lehet büszke a szentesi múzeum arra, hogy Koszta József nevét viseli. 1949-ben lett a múzeum Koszta József Múzeum néven megszervezve.

## Koszta József Múzeum 1949–2007

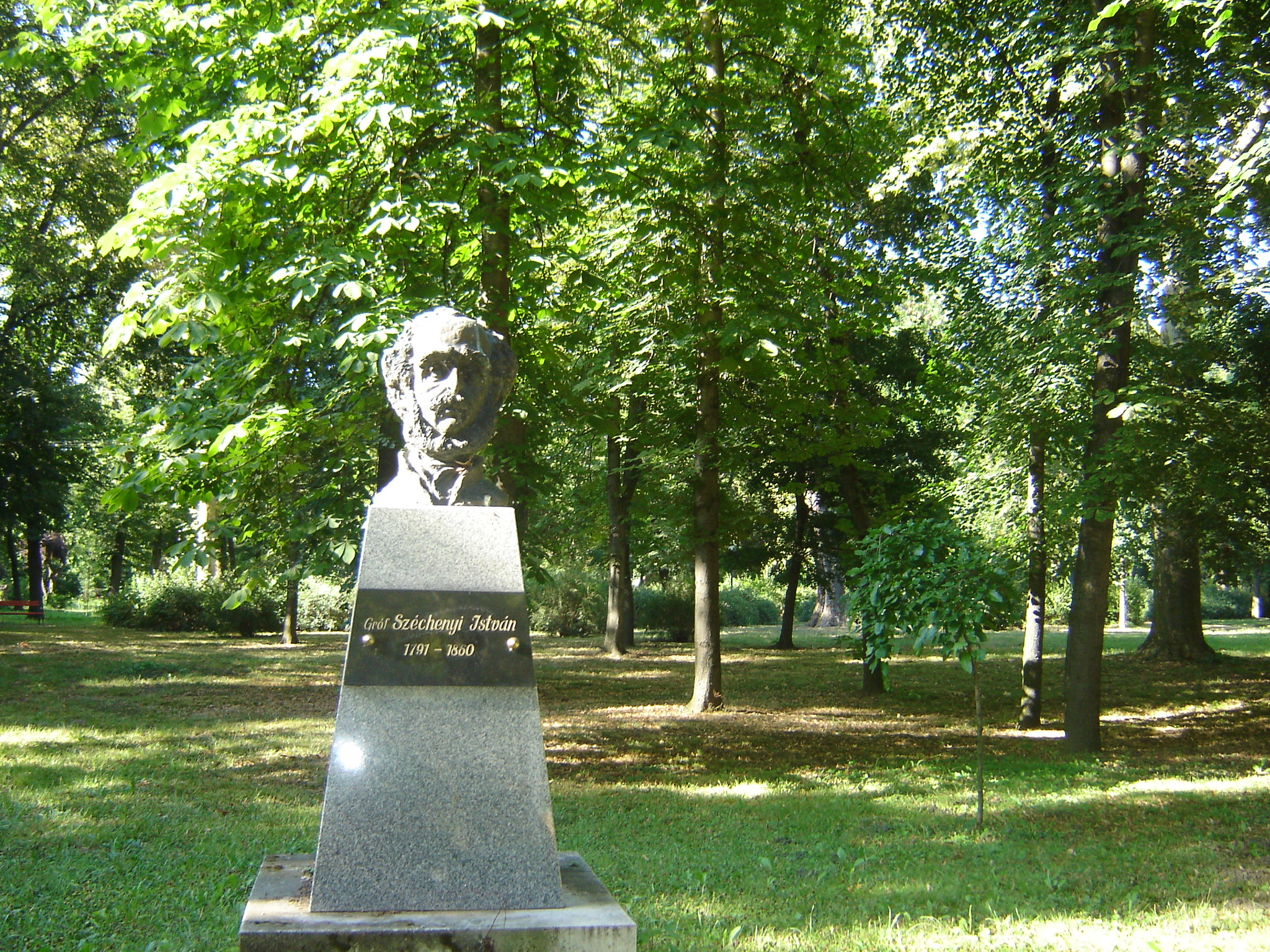
Gróf Széchenyi István portrészobra a múzeum közelében

A múzeum 1949-től számított évtizedeiben újra magára talált, visszakerült műtárgyaikat számbavették, adományokból, új ásatásokból megint jelentős gyarapodásnak indult. Jeles régész igazgatói igen eredményes ásatásokat folytattak, Csalogh József Szegvár-Tűzkövesen meglelte a Sarlós Istent, egy újkőkori égetett agyagszobrot, a Szegvár-tűzkövesi idolt, amely a múzeum világhíres régészeti lelete. Csalogh József munkáját komoly szakértelemmel és szorgalommal folytatta Hegedűs Katalin, majd Vörös Gabriella. A múzeum régészeti gyűjteményének publikációs szintje 1999-ben meghaladta a 80%-ot, mindez elsősorban Csallány Gábor és fia Csallány Dezső, Zalotay Elemér, Csalogh József és Vörös Gabriella érdeme. A Koszta József Múzeum otthonos környezetben élt a Széchenyi-ligetben. Tágabb környezete is muzeális jellegű értékeket jelenít meg. 1845 után a Petőfi utcai iskola elől A múzeum főbejárata elé került Borbereki Kovács Zoltánnak az 1937-es párizsi világkiállításon Grand Prix-t nyert Kubikos c. szobra, amely a folyamatosan zajló régészeti feltárások földmunkásainak állít emléket. A múzeum keleti rizalitja elébe telepítették az 1891-ből származó Zsoldos emlékkutat, a kút felirata és megalkotásának körülményei az erdélyi székely-kapukra emlékeztet, az erdélyi székely-kapukat is mindig házaspárok jegyezték éppen úgy, mint a Zsoldos kutat, Zsoldos Ferenc és neje Fodor Anna, a Zsoldos család neves iparos család volt Szentesen. A kút funkcionálisan is működik, jóízű vizet ad a gyermekeiket sétáltató családoknak, a kerékpározó turistáknak. A kopjafás temetők néhány jellegzetes darabjának 2:1 arányú faszobrát is a múzeum köré telepítették, ma már csak egy árválkodik ott belőle. 1999-ben a múzeum közelében avatták fel Csíky László szentesi orvos és világhíres karikatúra szobrász Széchenyi-portrészobrát. Romantikus érzés a nagy hazafi portrészobrával találkozni nyáron az árnyas fák alatt, amelyeken keresztül azért a napfény mindig átszűrődik. Az őszi lombhullatás után a Széchenyi szobornak őrző szerepe van.
A centenáriumát ünneplő múzeum (1897–1997) már jóval több mint 100.000 múzeumi műtárgyat őrzött, bizony kezdett nagyon szükössé válni a Széchenyi-ligetbeli épület, szükségszerűen tápraktárakat kellett igénybe venni. Szakmai okokból külön fiók-múzeumok megnyitására is sor került, ezek közül az egyik a Péter Pál Polgárház a Petőfi utca 9. sz. alatt, a Petőfi utca és az Iskola utca sarkán, a korhű berendezéseken túl számos néprajzi és képzőművészeti jellegű műtárgy elhelyezésére is sor került itt. A másik, ugyancsak a Koszta József Múzeum fennhatósága alatt működő Fridrich János fényirda a Kossuth Lajos utca 6. sz. alatt, a Kossuth tér és az új Sportcsarnok közelében van. Jeles fotográfus volt Fridrich János, aki vándorévei után a Hertzl-Hegedűs-féle piactéri műteremben lett segéd, majd a Görög udvarban építette fel saját fotográfiai műhelyét. Egyedül ő foglalkozott Szentesen műtárgykereskedelemmel, rendezett kamara-tárlatokat, festőknek előfényképezett témáikhoz, köztük Koszta Józsefnek is. Divat volt ez a korszakban, a leginkább Párizsban élő és alkotó Munkácsy Mihály is rendszeresen lefényképeztette magának a megfestendő témát, gyakran így tett Koszta József is. Műtárgyak fotózásával is foglalkozott Fridrich, köztük Koszta József valamennyi festményét üveglemez negatívra rögzítette. Említést érdemel még a Koszta József Múzeum Dél-Alföldi Archív Térképtára, amely a szentesi volt megyeháza épületében nyert elhelyezést (sajnos az épület felújítása miatt felszámolták), ahová 2006–2007-ben maga a Koszta József Múzeum törzsanyaga is beköltözött új állandó kiállításokkal és az irodákkal, munkaszobákkal együtt. A ligeti épületben jelenleg a Csallány Gábor Kiállítóhely található Régészeti Látványtárral, Képzőművészeti Látványraktárral, Drahos István és Dr. Szalva Péter emlékszobákkal, Régészeti kiállítással.

## A múzeum igazgatói, 1897–2018
| Dátum                     | múzeumigazgatók                                                                           | szakirány                                                                    |
| ------------------------- | ----------------------------------------------------------------------------------------- | ---------------------------------------------------------------------------- |
| 1897 – 1945               | Csallány Gábor (Tamási, 1871. május 10. – Budapest, 1945. január 31.)                     | régész, múzeumalapító                                                        |
| 1946 – 1951               | Zalotay Elemér (Szászsebes, 1894. november 24. – Szombathely, 1968. március 1.)           | könyvtáros, szerkesztő                                                       |
| 1952                      | Méray Kádár Ervin                                                                         | régész?                                                                      |
| 1953 – 1954               | Szabó János Győző (Budapest, 1929. július 27. – Budapest, 1986. június 15.)               | régész, történész                                                            |
| 1954 – 1969               | Csalog József (Pancsova, 1908. március 13. – Budapest, 1978. május 6.)                    | régész, néprajzkutató                                                        |
| 1969 – 1970               | Visy Zsolt (Szeged, 1944. május 23. –)                                                    | régész, egyetemi tanár                                                       |
| 1971 – 1982               | Hegedűs Katalin (Budapest, 1944. május 16. –)                                             | régész, főiskolai tanár                                                      |
| 1983 – 1998               | Vörös Gabriella (Kiskunfélegyháza, 1952. szeptember 18. –)                                | régész-muzeológus                                                            |
| 1998 – 1999               | Dömötör János (Hódmezővásárhely, 1922. január 16. – Hódmezővásárhely, 2009. augusztus 2.) | muzeológus, művészeti író                                                    |
| 1999 – 2005               | Szabó János József (Battonya, 1950. június 8. –)                                          | régész, szerkesztő                                                           |
| 2006 – 2007               | Tóth István Orbánnal együtt mb. ig. (Nagybánhegyes, 1957. április 28. –)                  | régész-muzeológus                                                            |
| 2006 – 2007               | Orbán Imre (Makó, 1961. január 27. –)                                                     | történész-muzeológus                                                         |
| 2007.06.16. – 2012.09.11. | Béres Mária (Gyoma, 1959. szeptember 2. –)                                                | régész, középiskolai tanár, műemlékvédelmi szakmérnök                        |
| 2012.09.12. – 2013.02.15. | Türk Attila (Eger, 1973. szeptember 4. –)                                                 | régész, középiskolai tanár, magyar őstörténet bölcsész                       |
| 2013.02.18. – 2018.06.30. | Béres Mária (Gyoma, 1959. szeptember 2. –)                                                | régész, középiskolai tanár, műemlékvédelmi szakmérnök                        |
| 2018.07.01. -             | Irsai Farkas László (Szeged, 1979. december 30. -)                                        | történész-muzeológus, kulturális és művészeti menedzser, kulturális szakértő |

## Galéria

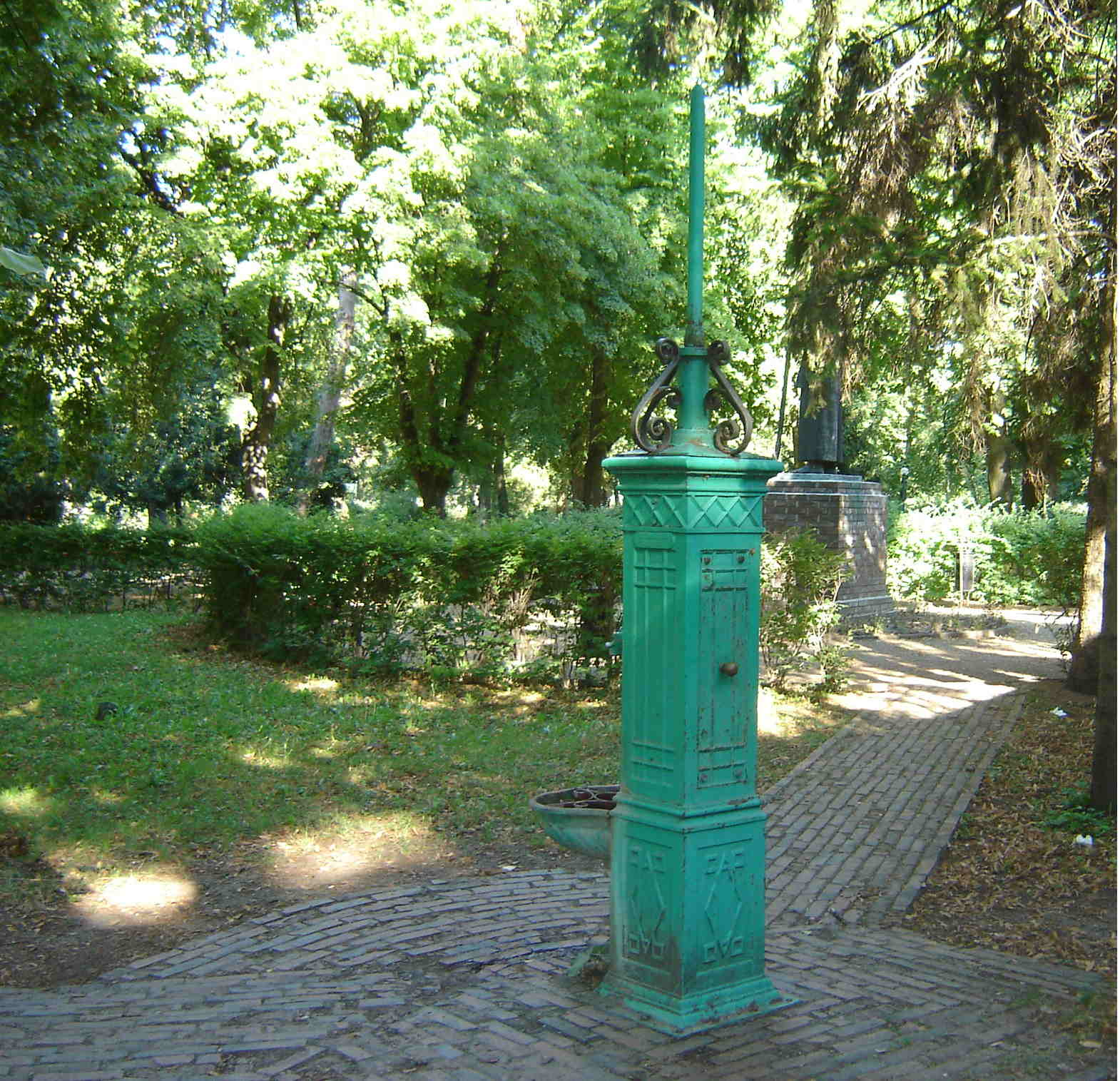
Zsoldos kút a múzeum felől
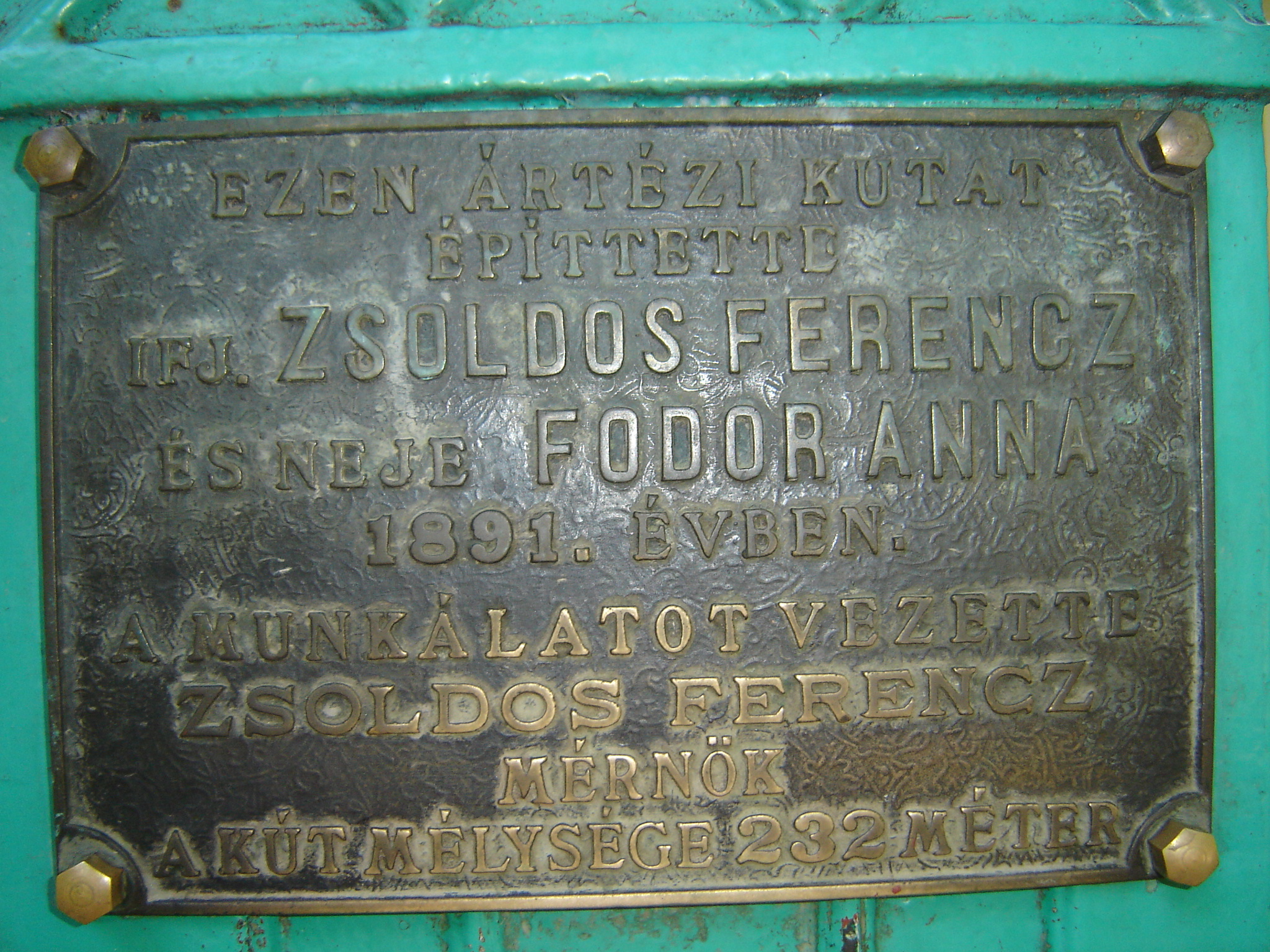
A Zsoldos kúton levő tábla 1891-ből
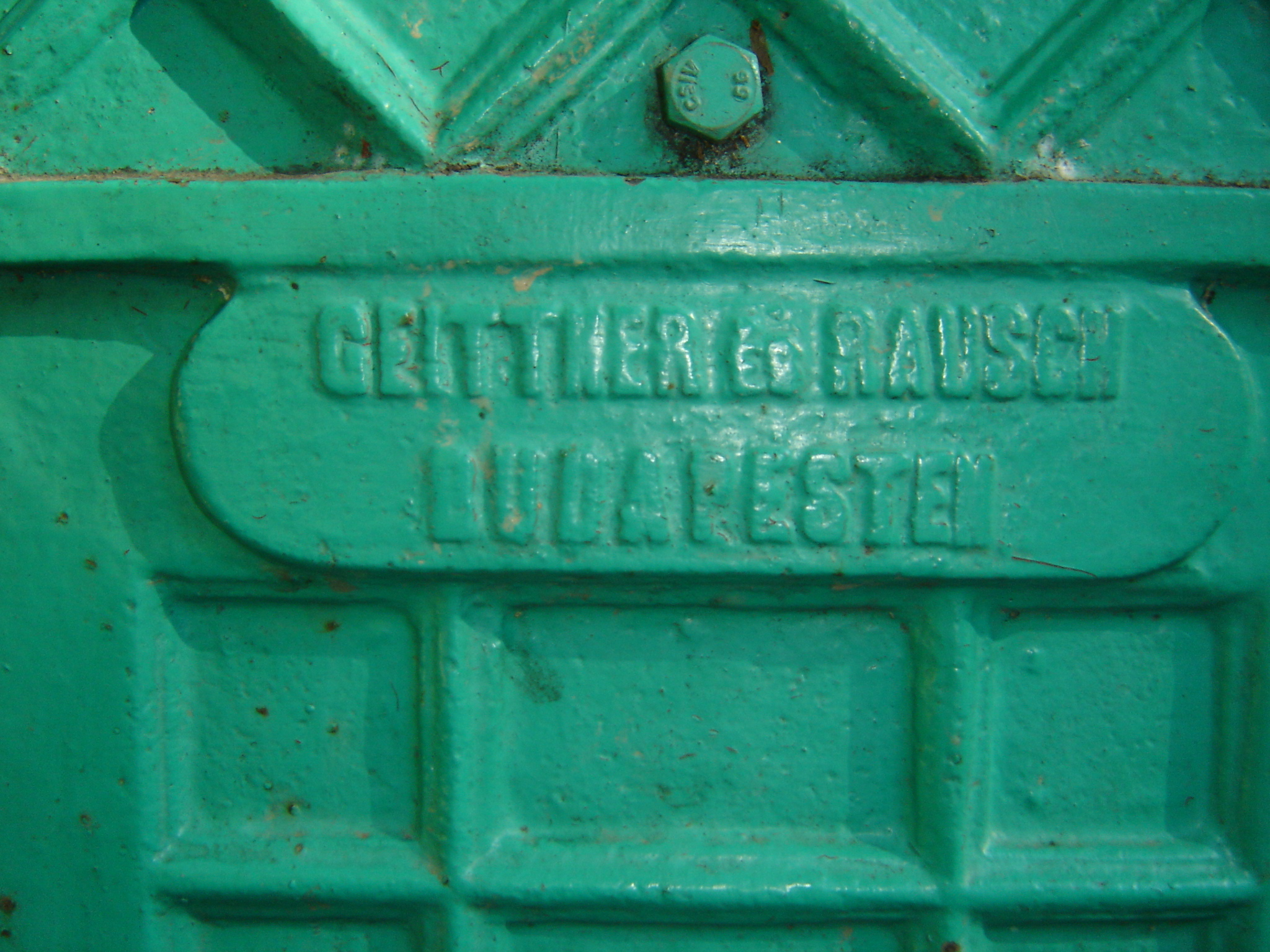
Cégjelzés a Zsoldos kúton